# Marcus Volscius Fictor
Marcus Volscius Fictor est un homme politique de la République romaine, élu cinq fois tribun de la plèbe entre 461 et 457 av. J.-C.

## Famille
Le nom de Volscius pourrait laisser penser qu'il appartient à une famille d'origine volsque intégrée à la plèbe. Mais porter ce nom paraît étrange en cette période de guerre permanente entre les Romains et les Volsques. Il s'agit peut-être d'un surnom qui lui aurait été donné par ses détracteurs patriciens et que les annalistes auraient repris. La juventus patricienne, menée par Cæso Quinctius, au caractère nationaliste, aurait ainsi désigné celui qu'elle considère comme un ennemi de la cause latine.

## Biographie selon la tradition

### Procès de Cæso Quinctius (461)
Selon Denys d'Halicarnasse, Fictor est membre du collège des tribuns pour l'année 461 av. J.-C. et c'est en tant que tel qu'il participe au procès intenté par Aulus Verginius contre Cæso Quinctius qui est accusé d'agression sur un représentant du peuple et de meurtre. Selon Tite-Live, Fictor aurait en fait été tribun de la plèbe plusieurs années auparavant et participe au procès en tant que témoin. Il rapporte le déroulement d'une rixe dans Subure au cours de laquelle Cæso Quinctius et un groupe de jeunes patriciens auraient molesté son frère aîné, malade et affaibli. Selon lui, son frère serait mort des suites de ses blessures. Fictor, qui n'a pas réussi à se faire entendre des consuls les années passées, livre son témoignage devant le peuple qui réagit violemment. Cæso Quinctius échappe de peu au lynchage grâce à l'intervention des consuls, des sénateurs et de quelques plébéiens qui souhaitent lui laisser l'opportunité de se défendre. Cæso Quinctius est emprisonné mais parvient à s'échapper et part en exil, évitant la peine capitale,,.

### Réélections au tribunat plébéien (460-457)
Avec Aulus Verginius, Marcus Volscius Fictor est réélu tribun de la plèbe chaque année entre 460 et 457 av. J.-C. Durant chacun de leurs mandats, les tribuns affrontent les patriciens et le Sénat pour que le projet de loi de Caius Terentilius Harsa, la rogatio Terentilia, soit présentée au vote. Les patriciens utilisent des manœuvres d'obstruction et de violence pour bloquer le vote mais cette stratégie n'est pas tenable sur le long terme et les patriciens doivent finalement faire quelques concessions avec la création des decemviri au lieu de le commission de cinq personnes prévue par le projet.
En 459 av. J.-C., les questeurs Aulus Cornelius et Quintus Servilius Priscus tentent de poursuivre Fictor pour faux témoignage lors du procès de Cæso Quinctius. Les poursuites engagées sont reprises par les questeurs de 458 av. J.-C., Marcus Valerius Maximus Lactuca et Titus Quinctius Capitolinus Barbatus. Fictor aurait finalement été contraint à l'exil par le dictateur Lucius Quinctius Cincinnatus. Mais selon cette version, Fictor ne peut plus être tribun de la plèbe ces deux années-là,, or il aurait été réélu tribun de la plèbe, sans discontinuité, entre 461 et 457 av. J.-C.
En 457 av. J.-C., lors de leur dernier tribunat plébéien, Aulus Verginius et Fictor font voter une loi qui augmente le nombre de tribuns élus chaque année, celui-ci passant à dix,,.

## Analyse moderne
Le nomen de Marcus Volscius Fictor, ethnique et qui se rapporte au peuple ennemi de Rome des Volsques, et son cognomen, qui dérive des accusations à l'origine de son procès (fictor peut se traduire par « celui qui crée, qui façonne »), amènent les historiens modernes à considérer le personnage comme partiellement fictif, voire inventé de toutes pièces par les annalistes antiques. De plus, son procès est étroitement associé à celui de Cæso Quinctius dont l'authenticité est sérieusement remise en doute. Même si dans le cas de Fictor le chef d'accusation reste juridiquement possible en entrant dans le champ de compétences de questeurs (le faux témoignage est un délit assimilé au meurtre), le procès de Cæso Quinctius, mené par les tribuns de la plèbe, est très douteux dans la version délivrée par les auteurs antiques. Toute cette mise en scène permettrait en fait aux annalistes d'illustrer le conflit des ordres entre patriciens et plébéiens.

### Auteurs antiques
- Tite-Live, Histoire romaine, Livre III sur le site de l'Université de Louvain
- (en) Denys d'Halicarnasse, Antiquités romaines, Livre IX, 50-71 sur le site LacusCurtius

### Auteurs modernes
- (en) T. Robert S. Broughton, The Magistrates of the Roman Republic : Volume I, 509 B.C. - 100 B.C., New York, The American Philological Association, coll. « Philological Monographs, number XV, volume I », 1951, 578 p.
- (fr) Janine Cels-Saint-Hilaire, La République des tribus : Du droit de vote et de ses enjeux aux débuts de la République romaine (495-300 av. J.-C.), Toulouse, Presses universitaires du Mirail, coll. « Tempus », 1995, 381 p. (ISBN 2-85816-262-X, lire en ligne)
- (fr) Jean Gagé, « La rogatio Terentilia et le problème des cadres militaires plébéiens dans la première moitié du Ve siècle av. J.-C. », Revue historique, Presses universitaires de France, vol. 260,‎ 1978, p. 289-311
- (fr) André Magdelain, « De la coercition capitale du magistrat supérieur au tribunal du peuple », Jus imperium auctoritas. Études de droit romain, Rome, École Française de Rome,‎ 1990, p. 539-565 (lire en ligne)
- (en) R. M. Ogilvie, A Commentary on Livy : Books I-V, Oxford University Press, 1965, 788 p. (ISBN 978-0198144328)